# Bier- und Burgenstraße

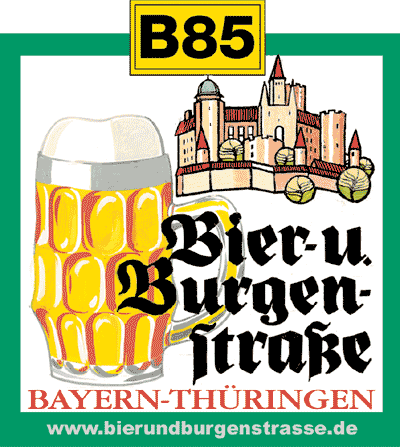
Logo

Die Bier- und Burgenstraße ist eine deutsche Themenstraße, die rund 500 km entlang der Bundesstraße 85 vom bayerischen Passau bis ins thüringische Bad Frankenhausen verläuft.

## Geschichte
1977 wurde der Verein Bier- und Burgenstraße e. V. vom Kulmbacher Gastwirt Günter Limmer und damit auch die Bier- und Burgenstraße gegründet. Der erste Abschnitt war damals die 79 Kilometer lange Strecke Kulmbach–Ludwigsstadt.
In den folgenden Jahren kamen neue Streckenabschnitte hinzu und verlängerten die Themenstraße auf 478 km. Mit kurzen Abstechern entlang der Bundesstraße 85 ist sie 547 km lang.
2007 feierte man das 30-jährige Bestehen der Bier- und Burgenstraße.

## Sehenswürdigkeiten
Burgen (und andere Bauten):
- Pfalz Tilleda (Kyffhäuser)
- Rothenburg (Kyffhäuser)
- Reichsburg Kyffhausen

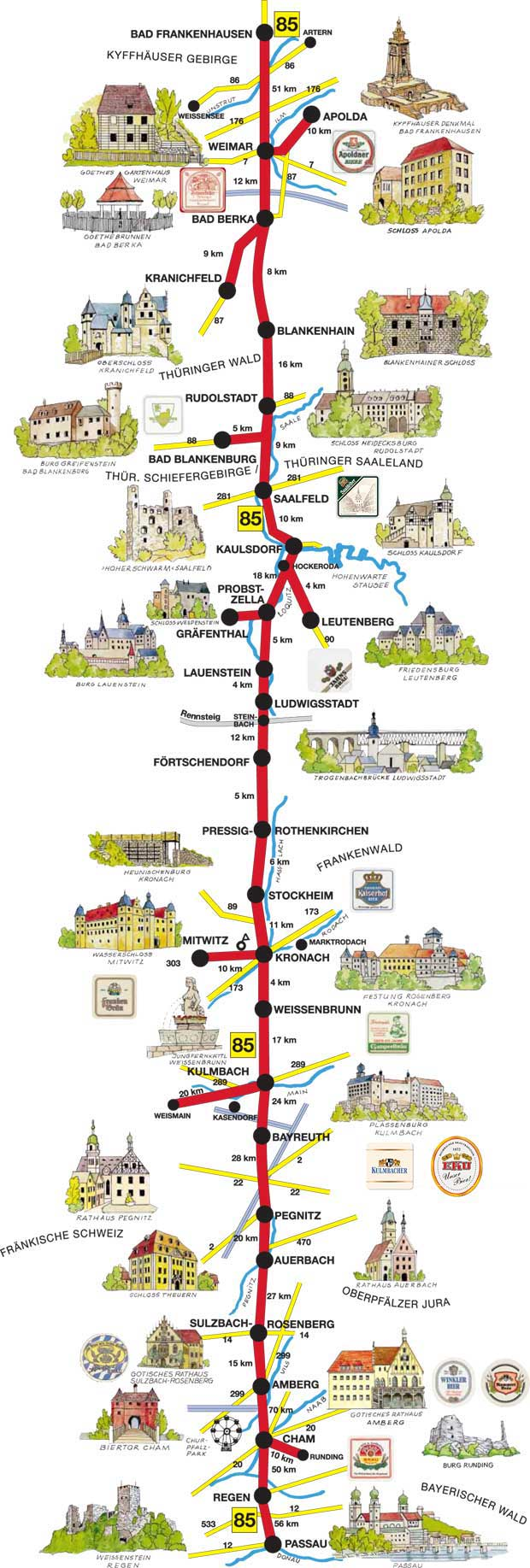
Stilisierte, vereinfachte „Karte“ der Bier- und Burgenstraße

- Kyffhäuserdenkmal (Bad Frankenhausen)
- Oberkirche (Bad Frankenhausen)
- Schloss Frankenhausen
- Obere und Untere Sachsenburg (Thüringer Pforte)
- Rittergüter in Gorsleben (Gorsleben)
- Goethes Gartenhaus (Weimar)
- Schloss Weimar (Weimar)
- Schloss Apolda (Apolda)
- Goethebrunnen (Bad Berka)
- Oberschloss (Kranichfeld)
- Blankenhainer Schloss (Blankenhain)
- Schloss Heidecksburg (Rudolstadt)
- Burg Greifenstein (Bad Blankenburg)
- Schloss Kaulsdorf (Saale) (Kaulsdorf)
- Schloss Wespenstein (Gräfenthal)
- Schloss Friedensburg (Leutenberg)
- Burg Lauenstein (Ludwigsstadt)
- Trogenbachbrücke (Ludwigsstadt)
- Heunischenburg (Kronach)
- Festung Rosenberg (Kronach)
- Wasserschloss Mitwitz (Mitwitz)
- Plassenburg (Kulmbach)
- Schloss Theuern (Amberg)
- Biertor Cham (Cham)
- Burg Runding (Runding)
- Burg Weißenstein (Regen)

Museen:
- Bayerisches Brauereimuseum (Kulmbach)
- Bier-Erlebnis-Welt (Bayreuth)

Brauereien
- Brauerei Kelbra (abgegangen) (Kelbra)
- Vereinsbrauerei Apolda (Apolda)
- Watzdorfer Traditions- & Spezialitätenbrauerei (Bad Blankenburg)
- Bürgerliches Brauhaus Saalfeld (Saalfeld)
- Antla-Bräu (Kronach)
- Brauerei Kaiserhof (Kronach)
- Gampertbräu (Weißenbrunn)
- Kulmbacher Brauerei (Kulmbach)
- Sperber-Bräu (Sulzbach-Rosenberg)
- Hofmark Brauerei (Loifling)
- Falter Brauerei (Regen)
- Brauerei Weimar-Ehringsdorf (Weimar)